# Pär Lagerkvist
Pär Fabian Lagerkvist (ur. 23 maja 1891 w Växjö, zm. 11 lipca 1974 w Lidingö) – prozaik, poeta, dramaturg, eseista i krytyk szwedzki. Laureat Nagrody Nobla w dziedzinie literatury w 1951. Członek Akademii Szwedzkiej. Jego odznaczające się dużą siłą wyrazu utwory sprawiły, że miał znaczący wpływ na literaturę od wczesnych lat 20. XX wieku po późnych lat 70.

## Życiorys
Pär Lagerkvist urodził się w 1891 w Växjö, mieście znajdującym się w szwedzkiej krainie Smalandia. Był synem miejscowego urzędnika kolejowego Andersa Johana Lagerkvista i Johanny Blad. Wychowanie w surowej religijnej atmosferze domu rodzinnego miało wpływ na całą jego późniejszą twórczość.
Pierwszy kryzys światopoglądowy Pär Lagerkvist przeżył w gimnazjum w wyniku zderzenia tradycyjnych poglądów religijnych z ewolucjonistyczną teorią Darwina. W latach 1910–1912 studiował na uniwersytecie w Uppsali przedmioty związane ze sztuką i literaturą, po czym nie skończywszy studiów w 1913 przeniósł się do Paryża, gdzie zapoznał się ze współczesnymi prądami modernistycznymi.
Czas I wojny światowej spędził w Danii, gdzie poznał i pojął za żonę w 1918 Karen Sørensen. Małżeństwo to jednak nie było pomyślne i związek zakończył się rozwodem w 1925.
Okrucieństwa wojny znalazły odbicie w twórczości Lagerkvista w postaci pierwszego szwedzkiego ekspresjonistycznego tomu wierszy Trwoga (szw. Ångest, 1916), który był znaczącym sukcesem literackim. W latach 20. Lagerkvist podróżował po Francji i Włoszech, by po 1930 osiąść na Lidingö – wyspie w pobliżu Sztokholmu. W 1925 związał się z Elaine Luella Hallberg, która była inspiracją dla jego poezji miłosnej z tomu Hjärtats sånger, 1926 (Pieśni serca). Lata 20. zaowocowały jednym z najważniejszych utworów Lagerkvista Gościem w rzeczywistości (szw. Gäst hos verkligheten, 1925), w którym przedstawił on, korzystając z własnych doświadczeń życiowych, przeżywającego kryzys religijny i światopoglądowy młodego człowieka.
W latach 30. najważniejszym utworem Lagerkvista był Kat (szw. Bödeln, 1933), będący parabolą potępiającą faszyzm i ustroje dyktatorskie. Po wydaniu tego utworu Lagerkvist osiągnął pozycję jednego z najważniejszych literatów szwedzkich, co zaowocowało w latach 40. różnymi znakami społecznego uznania. W 1940 został on członkiem Akademii Szwedzkiej, a w 1941 otrzymał doktorat honoris causa w Göteborgu. Wreszcie w 1951 otrzymał Nagrodę Nobla za artystyczną świeżość i prawdziwą niezależność myśli, przy pomocy których usiłował w swojej poezji znaleźć odpowiedzi na odwieczne stojące przed ludzkością pytania.
W późniejszym okresie Lagerkvist skłaniał się ku prozie przesyconej wątkami biblijnymi, które stanowiły punkt wyjścia do stawiania egzystencjalnych pytań. Na przykład, w okrzykniętej przez André Gide'a arcydziełem, powieści Barabasz (szw. Barabbas, 1950) ukazał on uniewinnionego przez Poncjusza Piłata Barabasza, który od tego aktu zadaje sobie wciąż pytanie, dlaczego to on został uniewinniony i usiłuje bez sukcesu znaleźć znaczenie w swoim życiu (na podstawie tej powieści powstały 3 filmy w latach 1953, 1961 i 2012). Podobne problemy poruszają też Sybilla (szw. Sibyllan, 1956), Śmierć Ahasvera (szw. Ahasverus dōd, 1960) czy Pielgrzym na morzu (szw. Pilgrim på havet, 1964).
Jako dramaturg Lagerkvist wykazywał się dużą wszechstronnością. Pisał zaprojektowane w eseju programowym Teatr (szw. Teater, 1918) sztuki wzorowane na późnych sztukach Strindberga – Den svåra stunden, 1918 (Trudna godzina), ale także uprawiał teatr realistyczny – Han som fick leva om sitt liv, 1928 (Ten, który wciąż przeżywał swe życie).

## Twórczość (wybór)
- Människor, 1912 (Ludzie)
- Ordkonst och bildkonst, 1913 (Sztuka słowa i sztuka obrazu)
- Motiv, 1914 (Motywy)
- Järn och människor, 1915 (Żelazo i ludzie)
- Ångest, 1916 (Trwoga, 1992)
- Den sista människan, 1917 (Ostatni człowiek)
- Teater, 1918 (Teatr)
- Den svåra stunden, 1918 (Trudna godzina)
- Kaos, 1919 (Chaos)
- Wieczny uśmiech, fgm. 1992 (szw. Det eviga leendet, 1920) – zbiór opowiadań
- Den lyckliges väg, 1921 (Droga szczęśliwego człowieka)
- Onda sagor, 1924 (Złe baśnie)
- Ojciec i ja, 1992 (szw. Far och jag, 1924),
- Gość w rzeczywistości, 1986 (szw. Gäst hos verkligheten, 1925)
- Hjärtats sånger, 1926 (Pieśni serca)
- Zwyciężone życie, 1992 (szw. Det beregrade livet, 1927)
- Han som fick leva om sitt liv, 1928 (Ten, który wciąż przeżywał swe życie)
- Vid lägereld, 1932 (Przy ognisku)
- Konungen, 1932 (Król)
- Kat, 1972 (szw. Bödeln, 1933)
- Zaciśnięta pięść, 1992 (szw. Den knutna näven, 1934)
- Raj, 1992 (szw. Paradiset, 1935)
- Mannen utan själ, 1936 (Człowiek bez duszy)
- Wyzwolony człowiek, 1992 (szw. Den befriade människan, 1939)
- Sång och strid, 1940 (Pieśń i walka)
- Karzeł, 1972 (szw. Dvärgen, 1944)
- De vises sten, 1947 (Kamień mądrości)
- Låt människan leva, 1949 (Dajcie ludziom żyć)
- Barabasz, 1956 (szw. Barabbas, 1950) 3 filmy w latach 1953, 1961, 2012
- Sybilla, 1986 (szw. Sibyllan, 1956)
- Śmierć Ahasvera, 1986 (szw. Ahasverus död, 1960)
- Pielgrzym na morzu, 1986 (szw. Pilgrim på havet, 1962)
- Det heliga landet, 1965 (Ziemia Święta)
- Mariamne, 1972 (szw. Mariamne, 1967)
- Antecknat, (wybór) 1992 (szw. Antecknat, 1977).

Był tłumaczony na polski przez: Zofię Milewską, Zygmunta Łanowskiego i Janusza B. Roszkowskiego.